# إغيل علي
إغيل علي بلدية بولاية بجاية بالجزائر

## الوديان
- وادي الساحل

## أعلام
- جون عمروش
- مولود قاسم نايت بلقاسم
- يحيى العيدلي
- أو لحلو

## مواضيع ذات صلة
- بلديات ولاية بجاية
- دوائر ولاية بجاية